# IC 1322
IC 1322 — галактика типу SB () у сузір'ї Козоріг.
Цей об'єкт міститься в оригінальній редакції індексного каталогу.